# Les Hautes Solitudes
Pour plus de détails, voir Fiche technique et Distribution.
Les Hautes Solitudes est un film français de Philippe Garrel, sorti en France en 1974.

## Synopsis
Le film est un portrait muet et en noir et blanc de l'actrice Jean Seberg.

## Fiche technique
- Titre original : Les Hautes Solitudes
- Réalisation : Philippe Garrel
- Scénario : Philippe Garrel
- Producteur : Philippe Garrel
- Directeur de la photographie : Philippe Garrel
- Montage : Philippe Garrel
- Création des décors :
- Date de sortie : 1974
- Format : 35 mm - noir et blanc
- Durée : 80 minutes

## Distribution
- Jean Seberg
- Nico
- Tina Aumont
- Laurent Terzieff

## Anecdote
L'actrice Jean Seberg a réellement avalé des pilules sur le tournage du film lorsque son personnage tente de se suicider.